# Quarto catalogo di radiosorgenti di Cambridge
Il Quarto catalogo di radiosorgenti di Cambridge (4C) è il quarto di una serie di nove cataloghi di radiosorgenti pubblicati dall'Università di Cambridge a partire dal 1950. 

## Caratteristiche
4C fu compilato a partire dalle osservazioni effettuate alla frequenza di 178 MHz con il radiotelescopio 4C Array del Mullard Radio Astronomy Observatory. La pubblicazione del catalogo da parte del gruppo di radioastronomi dell'Università di Cambridge avvenne in due fasi: la prima, nel 1965, contiene 1219 sorgenti comprese fra le  declinazioni +20° e +40° e con un flusso superiore a 2 Jy; la seconda, pubblicata nel 1967, con le restanti 3624 sorgenti comprese fra le declinazioni -7° e +20° e fra +40° e +80°. Le osservazioni furono effettuate con la tecnica della sintesi di apertura, permettendo l'identificazione di sorgenti con una densità di flusso maggiore a 2 Jy con una risoluzione di 0,35 minuti d'arco in ascensione retta e 2,5 minuti d'arco in declinazione per le sorgenti più deboli.

## Descrizione del catalogo
Le sorgenti del catalogo originale sono organizzate in una serie di liste ordinate per ascensione retta. Ogni lista contiene le sorgenti osservate in un determinato grado di declinazione, a cui è stato inoltre assegnato un numero progressivo per distinguerle dalle altre sorgenti con la stessa declinazione. Ad esempio l'oggetto identificato come 4C-06.23 si riferisce alla ventitreesima sorgente identificata fra le declinazioni -5° e -6°. 
Per ogni sorgente vengono dati inoltre la posizione all'equinozio 1950.0, la densità di flusso a 178 MHz in Jansky e, se essa corrisponde ad una sorgente presente anche nel catalogo 3CR (prima revisione del catalogo 3C), anche la densità di flusso totale riportata in tale catalogo. Ogni sorgente viene inoltre classificata in base alla stima dell'errore nelle misure della posizione e della densità di flusso. In questo modo vengono anche segnalate le sorgenti contaminate da altre più deboli non presenti nel catalogo. Infine viene riportato il nome della sorgente nel catalogo 3CR, se essa è presente. 
Il catalogo 4C porta il numero di riferimento VIII/4 nell'archivio dei cataloghi astronomici mantenuto dal Centre de données astronomiques de Strasbourg (VizieR).